# Liste bestehender Mädchenschulen im deutschsprachigen Raum
Die folgende Liste stellt Mädchenschulen im deutschsprachigen Raum vor. Die Zahl der Schülerinnen bezieht sich meistens auf 2005.

## Deutschland

### Baden-Württemberg
| Name der Schule                                                                 | Ort                  | Schulart                                          | Zahl der Schülerinnen          | Gründung | Träger                                                             |
| ------------------------------------------------------------------------------- | -------------------- | ------------------------------------------------- | ------------------------------ | -------- | ------------------------------------------------------------------ |
| St.-Gertrudis-Schulen                                                           | Ellwangen            | Realschule und Gymnasium                          | 684 (RS) +58 (Gym.)            | 1895     | Sießener Schulen gGmbH                                             |
| St.-Ursula-Gymnasium                                                            | Freiburg             | Allgemeinbildendes Gymnasium                      | 1171                           | 1696     | Schulstiftung der Erzdiözese Freiburg                              |
| St.-Ursula-Schulen Hildastraße                                                  | Freiburg             | Realschule mit Tagesheim                          | 180                            | 1696     | Schulstiftung der Erzdiözese Freiburg                              |
| Mädchenrealschule St. Elisabeth                                                 | Friedrichshafen      | Realschule                                        | 680                            | 1960     | Sießener Schulen gGmbH                                             |
| St.-Raphael-Realschule                                                          | Heidelberg           | Realschule                                        | 313                            | 1959     | Schulstiftung der Erzdiözese Freiburg                              |
| St.-Dominikus-Gymnasium                                                         | Karlsruhe            | Gymnasium                                         | 720                            | 1928     | Schulstiftung der Erzdiözese Freiburg                              |
| Kath. Freie Franz-von-Sales-Realschule                                          | Obermarchtal         | Realschule                                        | 525                            | 1919     | Stiftung Katholische Freie Schule der Diözese Rottenburg-Stuttgart |
| Klosterschule unserer lieben Frau                                               | Offenburg            | Realschule und Gymnasium                          | 289 (RS) + 761 (Gym.)          | 1823     | Schulstiftung der Erzdiözese Freiburg                              |
| Kath. Freie Mädchengrundschule und Theresia-Gerhardinger-Realschule „Klösterle“ | Ravensburg           | Grundschule und Realschule mit Tagesheim und Hort | 114 (Grundsch.) + 363 (RS)     | 1867     | Stiftung Freie Katholische Schule der Diözese Rottenburg-Stuttgart |
| Mädchenrealschule St. Klara                                                     | Rottenburg am Neckar | Realschule                                        | 957                            | 1902     | Sießener Schulen gGmbH                                             |
| Schloss-Realschule für Mädchen                                                  | Stuttgart            | Realschule                                        | 315                            | 1860     | Stadt Stuttgart                                                    |
| St. Agnes-Gymnasium                                                             | Stuttgart            | Gymnasium                                         | 1200                           | 1886     | Sießener Schulen gGmbH                                             |
| St. Hildegard-Schule                                                            | Ulm                  | Grundschule, Realschule und Gymnasium             | 112 (GS)+356 (RS) + 800 (Gym.) | 1922     | Franziskanerinnen von Bonlanden                                    |
| Heimschule Kloster Wald mit Internat                                            | Wald (Hohenzollern)  | Grundschule, Gymnasium und Berufskolleg           | 486                            | 1946     | Schulstiftung der Erzdiözese Freiburg                              |

### Bayern
| Name der Schule                                             | Ort                       | Schulart                      | Zahl der Schülerinnen      | Gründung    | Träger                                       |
| ----------------------------------------------------------- | ------------------------- | ----------------------------- | -------------------------- | ----------- | -------------------------------------------- |
| Mädchenrealschule Marienburg                                | Abenberg                  | Realschule                    | 150                        | 1920        | Bistum Eichstätt                             |
| Angela-Fraundorfer-Realschule für Mädchen                   | Aiterhofen                | Realschule                    | 200                        | 1846        | Franziskanerinnen von Aiterhofen             |
| Maria-Ward-Realschule                                       | Altötting                 | Realschule                    | 644                        | 1721/1843   | Maria Ward Schulstiftung Passau              |
| Dr.-Johanna-Decker-Schulen                                  | Amberg                    | Realschule und Gymnasium      | 420 (RS) + 690 (Gym.)      | 1839        | Schulstiftung des Bistums Regensburg         |
| Maria-Ward-Schule Aschaffenburg                             | Aschaffenburg             | Realschule und Gymnasium      | 425 (RS) + 877 (Gym.)      | 1748        | Maria-Ward-Stiftung Aschaffenburg            |
| A. B. von Stettensches Institut                             | Augsburg                  | Realschule und Gymnasium      | ?                          | 1805        | Evangelische Schulstiftung in Bayern         |
| Mädchenrealschule St. Ursula                                | Augsburg                  | Realschule                    | 467                        | 1828        | Schulwerk der Diözese Augsburg               |
| Maria Stern Realschule und Gymnasium                        | Augsburg                  | Realschule und Gymnasium      | 491 (RS) + 799 (Gym.)      | 1828        | Schulwerk der Diözese Augsburg               |
| Maria Ward Realschule und Gymnasium                         | Augsburg                  | Realschule und Gymnasium      | 541 (RS) + 871 (Gymn.)     | 1662        | Schulwerk der Diözese Augsburg               |
| Mädchenrealschule St. Zeno                                  | Bad Reichenhall           | Realschule                    | 318                        | 1852        | Erzbistum München und Freising               |
| Maria Ward Schulen Bamberg                                  | Bamberg                   | Realschule und Gymnasium      | 525 (RS) + 901 (Gymnasium) | 1717        | Erzbistum Bamberg                            |
| Gerhardinger-Realschule                                     | Cham                      | Realschule                    | 612                        | 1907        | Arme Schulschwestern von Unserer Lieben Frau |
| Maria Ward Realschule                                       | Deggendorf                | Realschule                    | 425                        | 1863        | Maria Ward Schulstiftung Passau              |
| Liebfrauenschule Diessen                                    | Dießen am Ammersee        | Realschule                    | 668                        | 1950        | Schulwerk der Diözese Augsburg               |
| Mädchenrealschule St. Ursula                                | Donauwörth                | Realschule                    | 536                        | 1897        | Schulwerk der Diözese Augsburg               |
| Maria-Ward-Realschule                                       | Eichstätt                 | Realschule                    | 799                        | 1869        | Bistum Eichstätt                             |
| Mädchenrealschule Heilig Blut                               | Erding                    | Realschule                    | 1200                       | 1896/1916   | Erzbistum München und Freising               |
| Mädchenrealschule Franz von Assisi                          | Freilassing               | Realschule                    | 405                        | 1922        | Erzbistum München und Freising               |
| St. Irmengard Realschule und Gymnasium                      | Garmisch-Partenkirchen    | Realschule und Gymnasium      | 557 (RS) + 753 (Gymn.)     | 1929/30     | Erzbistum München und Freising               |
| Mädchenbildungswerk der Kreuzschwestern                     | Gemünden                  | Realschule und Gymnasium      | 200 (RS) + 465 (Gym.)      | ?           | Kreuzschwestern Gemünden                     |
| Maria-Ward-Realschule und Gymnasium                         | Günzburg                  | Realschule und Gymnasium      | 531 (RS) + 449 (Gym.)      | 1758        | Schulwerk der Diözese Augsburg               |
| Mädchenrealschule des Diakonissen-Mutterhauses Hensoltshöhe | Gunzenhausen              | Realschule und Internat       | 403                        | 1912 / 1965 | Evangelische Schulstiftung in Bayern         |
| Mädchenrealschule Maria Stern                               | Immenstadt                | Realschule                    | 589                        | ?           | Schulwerk der Diözese Augsburg               |
| Gnadenthal-Mädchenrealschule                                | Ingolstadt                | Realschule                    | 840                        | ?           | Bistum Eichstätt                             |
| Marienschulen                                               | Kaufbeuren                | Gymnasium und Realschule      | 743                        | 1831        | Schulwerk der Diözese Augsburg               |
| Maria-Ward-Schule                                           | Kempten (Allgäu)          | Realschule                    | 615                        | 1861        | Schulwerk der Diözese Augsburg               |
| Ursulinen-Realschule                                        | Landshut                  | Realschule                    | 790                        | 1668/1833   | Erzbistum München und Freising               |
| Mädchenrealschule St. Ursula, Schloss Hohenburg             | Lenggries                 | Realschule                    | 550                        | 1953        | Erzbistum München und Freising               |
| St.-Ursula-Gymnasium, Schloss Hohenburg                     | Lenggries                 | Gymnasium                     | 470                        | 1958        | Erzbistum München und Freising               |
| St.-Ursula-Fachoberschule, Schloss Hohenburg                | Lenggries                 | Fachoberschule                | 30                         | 2007        | Erzbistum München und Freising               |
| Maria Ward Realschule                                       | Lindau                    | Realschule                    | 330                        | ?           | Schulwerk der Diözese Augsburg               |
| Nardini-Realschule für Mädchen                              | Mallersdorf-Pfaffenberg   | Realschule                    | 335                        | ?           | Mallersdorfer Schwestern                     |
| Maria Ward Realschule                                       | Mindelheim                | Realschule                    | 725                        | 1701        | Schulwerk der Diözese Augsburg               |
| Theresia-Gerhardinger-Realschule für Mädchen                | München (Au)              | Realschule                    | 571                        | 1951        | Erzbistum München und Freising               |
| Maria Ward Mädchenrealschule                                | München (Berg am Laim)    | Realschule                    | 410                        | 1841        | Erzbistum München und Freising               |
| Max-Josef-Stift                                             | München (Bogenhausen)     | Gymnasium                     | 750                        | 1813        | Freistaat Bayern                             |
| Erzbischöfliches Edith-Stein-Gymnasium                      | München                   | Gymnasium                     | 921                        | 1847        | Erzbistum München und Freising               |
| Städtische Riemerschmid-Wirtschaftsschule                   | München                   | Wirtschaftsschule             | 360                        | 1862        | Landeshauptstadt München                     |
| Theresia-Gerhardinger-Gymnasium am Anger                    | München                   | Gymnasium                     | 1070                       | 1843        | Erzbistum München und Freising               |
| Maria-Ward-Schule                                           | München-Nymphenburg       | Realschule und Gymnasium      | 715                        | 1835        | Institut der englischen Fräulein             |
| Städtisches Bertolt-Brecht-Gymnasium                        | München-Pasing            | Gymnasium                     | 600                        | 1968        | Stadt München                                |
| Städtisches Sophie-Scholl-Gymnasium                         | München-Schwabing         | Gymnasium                     | 870                        | 1961        | Stadt München                                |
| Maria Ward Realschule                                       | Neuburg an der Donau      | Realschule                    | 537                        | 1847        | Schulwerk der Diözese Augsburg               |
| Staatliche Realschule für Mädchen                           | Neumarkt in der Oberpfalz | Realschule                    | ?                          | ?           | Freistaat Bayern                             |
| Maria-Ward-Schule                                           | Nürnberg                  | Volksschule                   | 234                        | 1854        | Erzdiözese Bamberg                           |
| Maria Ward Realschule und Gymnasium                         | Nürnberg                  | Realschule und Gymnasium      | 421 (RS) + 750 (Gym.)      | 1854        | Erzbistum Bamberg                            |
| Columba-Neef-Realschule Neustift                            | Ortenburg                 | Realschule                    | 365                        | 1951        | Benediktinerinnen der Anbetung               |
| Mädchenrealschule Damenstift                                | Osterhofen                | Realschule                    | 429                        | 1858        | Maria Ward Schulstiftung Passau              |
| Gisela-Gymnasium und Gisela-Realschule                      | Passau                    | Realschule und Gymnasium      | 541 (RS) + 504 (Gym.)      | 1836        | Bistum Passau                                |
| Mädchenrealschule Niedermünster                             | Regensburg                | Realschule                    | 377                        | ?           | Arme Schulschwestern von Unserer Lieben Frau |
| St. Marien-Schulen der Schulstiftung der Diözese Regensburg | Regensburg                | Realschule und Gymnasium      | 293 (RS) + 810 (Gym.)      | 1903        | Bistum Regensburg                            |
| Mädchenrealschule St. Anna                                  | Riedenburg                | Realschule                    | 372                        | 1860        | Schulstiftung des Bistums Regensburg         |
| Mädchenrealschule Schillingsfürst                           | Schillingsfürst           | Realschule                    | 315                        | ?           | Erzbistum Bamberg                            |
| Maria-Ward-Realschule                                       | Schrobenhausen            | Realschule                    | 534                        | ?           | Schulwerk der Diözese Augsburg               |
| Mädchenrealschule der Dominikanerinnen St. Josef            | Schwandorf                | Realschule                    | 231                        | ?           | Dominikanerinnen                             |
| Mädchenrealschule und Gymnasium der Ursulinen               | Straubing                 | Realschule und Gymnasium      | 763 (RS) + 544 (Gym.)      | 1691        | Ursulinen-Schulstiftung Straubing            |
| Maria-Ward-Mädchenrealschule                                | Traunstein-Sparz          | Realschule                    | 750                        | 1893        | Erzbistum München und Freising               |
| Heimvolksschule für Mädchen St. Josef                       | Tüßling                   | Volksschule                   | 90                         | 1894        | Maria Ward Schulstiftung Passau              |
| Mädchenrealschule der Dillinger Franziskanerinnen Volkach   | Volkach                   | Realschule                    | 357                        | 1856        | Dillinger Franziskanerinnen                  |
| Mädchenrealschule                                           | Waldsassen                | Realschule mit Ganztagsschule | 398                        | 1864        | Zisterzienserinnen Waldsassen                |
| Elly-Heuss-Gymnasium                                        | Weiden (Oberpfalz)        | Gymnasium                     | 974                        | 1907        | Freistaat Bayern                             |
| Staatliche Sophie-Scholl-Realschule für Mädchen             | Weiden (Oberpfalz)        | Realschule                    | ?                          | ?           | Stadt Weiden                                 |
| Maria Ward Schule                                           | Würzburg                  | Realschule                    | 580                        | 1866        | Institut der Englischen Fräulein Würzburg    |
| St.-Ursula-Schule                                           | Würzburg                  | Realschule und Gymnasium      | 526 (RS) + 790 (Gymn.)     | 1712        | Ursulinen Würzburg                           |

### Hessen
| Name der Schule                     | Ort                      | Schulart                                              | Zahl der Schülerinnen | Gründung                           | Träger                                       |
| ----------------------------------- | ------------------------ | ----------------------------------------------------- | --------------------- | ---------------------------------- | -------------------------------------------- |
| Liebfrauenschule                    | Bensheim                 | Gymnasium mit einem Realschulzweig                    | 1038                  | 1858                               | Katholisches Bistum Mainz                    |
| Maria-Ward-Schule                   | Bad Homburg vor der Höhe | Realschule und Berufsfachschule                       | 400                   | 1896                               | Stiftung Maria-Ward-Schule                   |
| Marienschule Fulda                  | Fulda                    | Gymnasium                                             | 996                   | 1734                               | Stiftung Marienschule Fulda                  |
| Private Mädchenrealschule St. Josef | Hanau-Großauheim         | Realschule                                            | 366                   | 1919                               | Katholisches Bistum Fulda                    |
| St.-Angela-Schule                   | Königstein im Taunus     | Realschule und Gymnasium                              | 320 (RS) + 740 (Gym.) | 15. Mai 1884 – damals als St. Anna | St. Hildegard Schulgesellschaft mbH, Limburg |
| Marienschule                        | Offenbach                | Realschule, Gymnasium, Oberstufe und Berufsfachschule | 1100                  | 1928                               | Katholisches Bistum Mainz                    |

### Niedersachsen
| Name der Schule  | Ort                   | Schulart              | Zahl der Schülerinnen | Gründung | Träger                                          |
| ---------------- | --------------------- | --------------------- | --------------------- | -------- | ----------------------------------------------- |
| Marienschule     | Fürstenau-Schwagstorf | Haupt- und Realschule | 230                   | 1894     | Kongregation der Franziskanerinnen Thuine e. V. |
| Liebfrauenschule | Vechta                | Gymnasium             | 1050                  | 1859     | Liebfrauenschule Vechta gGmbH                   |

### Nordrhein-Westfalen
| Name der Schule                                      | Ort                 | Schulart                                      | Zahl der Schülerinnen   | Gründung                               | Träger                                                           |
| ---------------------------------------------------- | ------------------- | --------------------------------------------- | ----------------------- | -------------------------------------- | ---------------------------------------------------------------- |
| Erzbischöfliche Liebfrauenschule Bonn                | Bonn                | Gymnasium                                     | 552                     | 1917                                   | Erzbistum Köln                                                   |
| Priv. Sankt-Adelheid-Gymnasium                       | Bonn-Beuel          | Gymnasium                                     | 763                     | 1920                                   | Erzbistum Köln                                                   |
| Schönstätter Marienschule                            | Borken              | Realschule                                    | 576                     | 1953                                   | Säkularinstitut der Schönstätter Marienschwestern e. V.          |
| Erzbischöfliche Ursulinenschule                      | Bornheim-Hersel     | Gymnasium und Realschule                      | 393 (RS) + 830 (Gymn.)  | 1852                                   | Erzbistum Köln                                                   |
| Städtisches Mädchengymnasium Borbeck                 | Essen-Borbeck-Mitte | Gymnasium                                     | 519                     | 1967                                   | Stadt Essen                                                      |
| Liebfrauenschule Bischöfliche Realschule für Mädchen | Geldern             | Realschule                                    | 766                     | ?                                      | Diözese Münster                                                  |
| Erzbischöfliche Theresienschule                      | Hilden              | Realschule                                    | 690                     | 1919/20                                | Erzbistum Köln                                                   |
| Mädchengymnasium MGJ St. Josef-Schule                | Jülich              | Gymnasium                                     | 740                     | 1891                                   | Fördergemeinschaft für Schulen in freier Trägerschaft e. V. Köln |
| Mädchen-Realschule Mater Salvatoris                  | Kerpen-Horrem       | Realschule                                    | 809                     | 1925                                   | Mädchenrealschule Mater Salvatoris gGmbH                         |
| Erzbischöfliche Ursulinenschule                      | Köln                | Realschule und Gymnasium                      | 378 (RS) + 986 (Gymn.)  | 1639                                   | Erzbistum Köln                                                   |
| Bischöfliche Mädchenrealschule St. Ursula            | Monschau            | Realschule                                    | 464                     | ?                                      | Diözese Aachen                                                   |
| Marienschule Münster Bischöfliches Mädchengymnasium  | Münster             | Gymnasium                                     | 845                     | 1430 (zerbombt, neu aufgebaut um 1929) | Diözese Münster                                                  |
| Berufskolleg Marienberg                              | Neuss               | Höhere Handelsschule und Wirtschaftsgymnasium | 190                     | 1913                                   | Erzbistum Köln                                                   |
| Erzbischöfliches Gymnasium Marienberg                | Neuss               | Gymnasium                                     | 987                     | 1857                                   | Erzbistum Köln                                                   |
| Gymnasium St. Michael Paderborn und Realschule       | Paderborn           | Realschule und Gymnasium                      | 500 (RS) + 1000 (Gymn.) | 1658                                   | Augustiner-Chorfrauen im St. Michaelskloster                     |
| Erzbischöfliche Liebfrauenschule                     | Ratingen            | Realschule                                    | 642                     | 1910                                   | Erzbistum Köln                                                   |
| Erzbischöfliches St.-Joseph-Gymnasium                | Rheinbach           | Gymnasium                                     | 980                     | 1912                                   | Erzbistum Köln                                                   |
| St.-Theresien-Gymnasium Schönenberg                  | Ruppichteroth       | Mädchengymnasium mit Internat                 | 111                     | 1991                                   | Don-Bosco-Schulverein                                            |
| Marienschule                                         | Xanten              | Realschule                                    | 595                     | um 1820                                | kath. Propsteigemeinde St. Viktor                                |

### Rheinland-Pfalz
| Name der Schule                         | Ort            | Schulart                       | Zahl der Schülerinnen (2023/24) | Gründung  | Träger                                              |
| --------------------------------------- | -------------- | ------------------------------ | ------------------------------- | --------- | --------------------------------------------------- |
| St. Franziskus Gymnasium und Realschule | Kaiserslautern | Gymnasium und Realschule       | 269 (RS) + 713 (GY)             | 1907      | kath. Bistum Speyer                                 |
| Maria-Ward-Schule                       | Landau         | Gymnasium und Realschule       | 267 (RS) + 830 (GY)             | 1858/1896 | kath. Bistum Speyer                                 |
| Maria-Ward-Schule                       | Mainz          | Gymnasium und Berufsfachschule | 1188 (GY)                       | 1752      | Stiftung Maria Ward-Schule                          |
| Edith-Stein-Realschule                  | Speyer         | Realschule                     | 347                             | ca. 1304  | Gemeinnützige St. Dominikus Schulen GmbH            |
| Edith-Stein-Gymnasium                   | Speyer         | Gymnasium                      | 642                             | ca. 1304  | Gemeinnützige St. Dominikus Schulen GmbH            |
| Blandine-Merten-Realschule              | Trier          | Realschule                     | 589                             | ?         | Ursulinenkongregation Calvarienberg-Ahrweiler e. V. |
| Schönstätter Marienschule               | Vallendar      | Realschule und Gymnasium       | 288 (RS) + 462 (GY)             | 1945      | Schönstätter Marienschwestern                       |

## Österreich
| Name der Schule | Ort                  | Schulart                                      | Zahl der Schülerinnen | Gründung | Träger                     |
| --------------- | -------------------- | --------------------------------------------- | --------------------- | -------- | -------------------------- |
| HLW Marienberg  | Bregenz (Vorarlberg) | Höhere Lehranstalt für Wirtschaftliche Berufe | etwa 200              | ?        | Orden der Dominikanerinnen |

## Schweiz
| Name der Schule                          | Ort                           | Schulart                                                      | Zahl der Schülerinnen | Gründung | Träger                                              |
| ---------------------------------------- | ----------------------------- | ------------------------------------------------------------- | --------------------- | -------- | --------------------------------------------------- |
| Theresianum – Höhere Schule für Frauen   | Ingenbohl (Kanton Schwyz)     | Gymnasium, Fachmittelschule, Orientierungsschule und Internat | 410                   | 1857     | Stiftung Theresianum Ingenbohl                      |
| Impulsschule Kloster Mariazell-Wurmsbach | Bollingen (Kanton St. Gallen) | Mädcheninternat mit Sek. I                                    | ca. 115               | 1843     | Zisterzienserinnen-Abtei Mariazell                  |
| Gallusschulhaus der Flade                | St. Gallen                    | Sekundarschule                                                |                       | 1931     | Katholischer Konfessionsteil des Kantons St. Gallen |